# Boguszyn
Boguszyn [pronunciación en polaco: /bɔˈɡuʂɨn/] (en alemán: Sophienau) es un pueblo en el distrito administrativo de Gmina Wałcz, dentro del Distrito de Wałcz, Voivodato de Pomerania Occidental, en el noroeste de Polonia. Se encuentra a unos 15 kilómetros al noroeste de Wałcz y 117 kilómetros al este de la capital regional, Szczecin.
El pueblo tiene una población de 100 habitantes.